# Fešák Johnny
Fešák Johnny (v anglickém originále Johnny Handsome) je americký kriminální film z roku 1989. Režisérem filmu je Walter Hill. Hlavní role ve filmu ztvárnili Mickey Rourke, Ellen Barkin, Elizabeth McGovern, Morgan Freeman a Forest Whitaker.

## Obsazení
| Mickey Rourke      | John Sedley     |
| Ellen Barkin       | Sunny Boyd      |
| Elizabeth McGovern | Donna McCarty   |
| Morgan Freeman     | A.Z. Drones     |
| Forest Whitaker    | Steven Fisher   |
| Lance Henriksen    | Rafe Garrett    |
| Scott Wilson       | Mikey Chalmette |
| David Schramm      | Vic Dumask      |